# 완바오산 사건 기념비
만보산 사건 기념비(萬寶山事件紀念碑)는 중국 동북부 지린성 창춘시 만보산 완바오진 샹싼거우 싼싱바오 관황툰에 세워진 기념비로, 현재는 지린 성 더후이 시 미사쯔 진 황자촌 마샤오커우툰에 위치한다. 만보산 사건을 기념하기 위해 1985년 12월 세워졌다.

## 개요
1931년 7월 2일 창춘시 교외의 만보산에서 한국인 농민과 중국인 농민 사이에 논에 물을 대기 위한 수로 개척 과정에서 분쟁이 발생했다. 이를 "만보산사건"이라 한다. 이 사건은 중국과 일본, 식민지 조선에 큰 영향을 끼쳤다.
기념비 앞면에는 "창춘시 중점문물보호단위, 만보산사건 기념비, 창춘시 정부 1985년 12월 공포, 더후이현 정부 립"이라고 새겨져 있다. 기단부 토대가 비에 씻겨 내려가 다시 보강할 필요가 있다. 1931년 7월 만보산 사건 당시 문제가 되었던 관개수로(이퉁강)는 많이 앝아져서 잘 알아볼 수 없었다. 현재 조선족 농민들은 거의 떠나고 논농사는 대부분 한족들이 짓고 있다. 기념비는 더후이시 당국이나 현지 주민들의 무관심으로 거의 방치되고 있는 상태였다.